# Mearnsia picina
El vencejo filipino o rabitojo malayo (Mearnsia picina) es una especie de ave apodiforme de la familia Apodidae endémica de las Filipinas.
Habita en bosques húmedos tropicales, y se encuentra amenazado por la degradación de su hábitat.